# Gomparou
Gomparou è un arrondissement del Benin situato nella città di Banikoara con 12 934 abitanti (dato 2006).